# 蔣麟徵
蔣麟徵（？—1663年），字西宿，一字轅文。
蔣儀仲之子，蔣姬載之侄。清初莊廷鑨私修《明史輯略》，因家貧接受莊氏招聘，書成之後，請李令皙作序，題茅元銘、吳之銘、吳之熔、李濤、茅次萊、吳楚、唐元樓、嚴雲起、蔣麟徵、韋金佑、韋一圍、張篙、董二酉、吳炎、潘檉章、陸圻、查繼佐、范驤等十八人於其上。順治十八年（1661年）為前歸安知縣吳之榮告發，鰲拜責令刑部滿官羅多等到湖州徹查。康熙二年（1663年）五月二十六日蔣麟徵被凌遲而死，史稱「莊廷鑨明史案」。